# Catherine et son amant
Pour plus de détails, voir Fiche technique et Distribution.
Catherine et son amant (She's Back on Broadway) est un film américain réalisé par Gordon Douglas, sorti en 1953.

## Synopsis
La carrière de Catherine Terris à Hollywood s'étiole et elle décide de revenir à l'endroit qui a fait son succès : Broadway.

## Fiche technique
- Titre : Catherine et son amant
- Titre original : She's Back on Broadway
- Réalisation : Gordon Douglas
- Scénario : Orin Jannings
- Musique : David Buttolph
- Photographie : Edwin B. DuPar
- Montage : Folmar Blangsted
- Production : Henry Blanke
- Société de production : Warner Bros.
- Société de distribution : Warner Bros. (États-Unis)
- Pays de production :  États-Unis
- Genre : Comédie et film musical
- Durée : 95 minutes
- Dates de sortie : 
  - États-Unis : 14 mars 1953
  - France : 21 janvier 1955

## Distribution
- Virginia Mayo : Catherine Terris
- Gene Nelson : Gordon Evans
- Frank Lovejoy : John Webber
- Steve Cochran : Rick Sommers
- Patrice Wymore : Karen Keene
- Virginia Gibson : Angela Korinna
- Larry Keating : Mitchell Parks
- Paul Picerni : Jud Kellogg
- Nedrick Young : Rafferty
- Jacqueline deWit : Lisa Kramer
- Douglas Spencer : Lew Ludlow
- Mabel Albertson : Velma Trumbull
- Lenny Sherman : Ernest Tandy
- Cliff Ferre : Lyn Humphries
- Ray Kyle : Mickey Zealand

## Accueil
Le film a reçu la note de 2/5 sur AllMovie.